# Ruds Vedby Station
 Der er for få eller ingen kildehenvisninger i denne artikel, hvilket er et problem. Du kan hjælpe ved at angive troværdige kilder til de påstande, som fremføres i artiklen.

Ruds Vedby Station er en dansk jernbanestation (mellemstation) på Tølløsebanen, der ligger i Ruds Vedby i Vestsjælland. Stationsbygningen er tegnet af arkitekten Heinrich Wenck, og blev opført i 1900, mens jernbanedriften blev igangsat i 1901. Bygningen blev taget ud af brug ved udgangen af 2002 og efterfølgende solgt til beboelses- og erhvervsformål. Ruds Vedby Station blev således den sidste betjente mellemstation på Høng-Tølløse Jernbanen.
Ved stationen er der såvel krydsningsspor som læssespor med enderampe.
Stationen har gennem årene undergået et antal ombygninger. Hvad angår det ydre udseende af stationen, så fandt den seneste større ombygning sted i 1986.
Fra 1. marts 1993 og indtil 31. december 2002 var der tillige postekspedition på Ruds Vedby Station.
Et mindesmærke over folketingsmedlem Johannes Tauber udført af billedhuggeren Rasmus Bøgebjerg blev i 1911 placeret på stationsforpladsen.
Medlemmer af den kongelige familie har ved flere lejligheder været forbi Ruds Vedby Station. Kong Frederik aflagde besøg på stedet i 1951 og i 2007 ankom Dronning Margrethe og Prins Henrik med damplokomotiv til stationen i anledning af Ruds Vedbys 700-års jubilæum.